# Pederastia

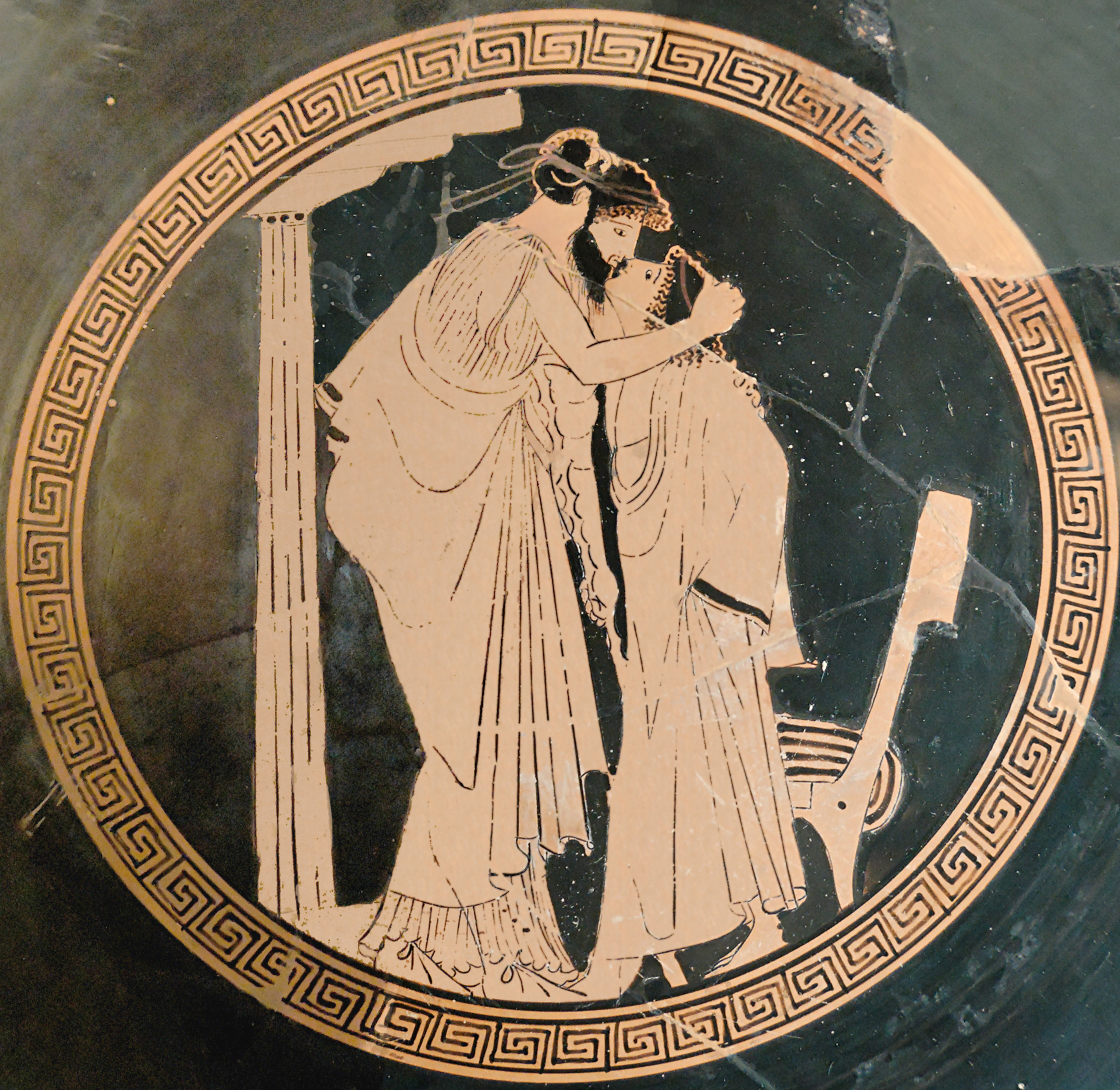
Beso pederasta en una cílica ática

La pederastia es una relación sexual entre un hombre o mujer adulto y un niño. El término pederastia se usa principalmente para referirse a las prácticas históricas de ciertas culturas, en particular la antigua Grecia y la antigua Roma. En la lengua castellana, el término se refiere a la consumación de abusos sexuales contra menores, distinto a la inclinación erótica hacia los menores (pedofilia).
En la actualidad, tales relaciones son ilegales en la mayoría de países. La edad de consentimiento local determina si una persona es considerada legalmente competente para dar su consentimiento a actos sexuales, y si tal contacto sexual constituye abuso sexual infantil o estupro. Las autoridades médicas pueden considerar que ha habido un abuso a un menor con base en una variedad de razones, entre ellas la edad del menor, la probabilidad de que el menor desarrolle uno o más trastornos mentales, tales como un trastorno de estrés postraumático, daño físico al menor, y la propensión del menor a una mayor victimización en la edad adulta.

## Etimología y uso
La palabra pederastia deriva de la combinación de en griego antiguo: παίδ-, romanizado: paid-, lit. 'niño (raiz)' y ἐραστής, erastēs, 'amante' (cf. eros). El latín tardío pæderasta fue tomado prestado en el siglo XVI directamente del griego clásico de Platón en El banquete. (El latín translitera αί como æ.) La palabra apareció por primera vez en el idioma inglés durante el Renacimiento, como pæderastie (por ejemplo, en Pilgrimes de Samuel Purchas), en el sentido de relaciones sexuales entre hombres y niños.
El Oxford English Dictionary lo define como «Relaciones homosexuales entre un hombre y un niño; relaciones sexuales anales homosexuales, generalmente con un niño o un hombre más joven como pareja pasiva».
En la lengua castellana, la palabra pederastia a menudo es usada de manera indistinta a la de pedofilia. En tal sentido, la Real Academia Española lo define como «Inclinación erótica hacia los niños» o «Abuso sexual cometido con niños». Con todo, se ha sugerido que es importante diferenciar los dos términos, y que el de pederastia se refiere a la consumación de abusos sexuales contra menores, en vez de la inclinación erótica hacia los menores (pedofilia).

## Historia

### Antigua Grecia
La pederastia en la antigua Grecia se refiere a una relación romántica socialmente reconocida entre un hombre adulto (el erastes) y un hombre más joven (el eromenos), usualmente en su adolescencia. Esta práctica fue característica de los periodos arcaico y clásico. La influencia de la pederastia en la cultura griega de estos períodos fue tan amplia que ha sido llamada «el principal modelo cultural para las relaciones libres entre ciudadanos».
Algunos académicos sitúan su origen en rituales de iniciación, particularmente en ritos de paso en Creta, en donde se le asociaba con el ingreso a la vida militar y a la religión de Zeus. La práctica no es mencionada formalmente en las epopeyas homéricas, y parece haberse desarrollado a finales del siglo VII a. C. como un aspecto de la cultura homosocial griega, que se caracterizaba asimismo por la desnudez atlética y artística, matrimonios tardíos para los aristócratas, simposios y la reclusión social de las mujeres. La pederastia fue a la vez idealizada y criticada en la literatura y filosofía antiguas. Recientemente se ha argumentado que la idealización era universal en la era arcaica; la crítica empezó en Atenas como parte de la revaluación general ateniense clásica de la cultura arcaica.
Los académicos han debatido el rol o alcance de la pederastia, que probablemente hayan variado según las costumbres locales e inclinaciones individuales. La ley ateniense, por ejemplo, reconocía tanto el consentimiento como la edad como factores en la regulación del comportamiento sexual.
Enid Bloch ha argumentado que muchos menores griegos en estas relaciones pueden haber quedado traumatizados al saber que estaban violando costumbres sociales, en tanto «lo más vergonzoso que le podía pasar a cualquier hombre griego era ser penetrado por parte de otro hombre». Argumenta además que los jarrones que muestran a «un niño de pie completamente inmóvil mientras un hombre se estira hacia sus genitales« indican que el niño puede haber estado «inmovilizado psicológicamente, incapaz de moverse o huir». Uno de tales jarrones muestra a un joven o niño huyendo de Eros, el dios griego del deseo.

### Antigua Roma

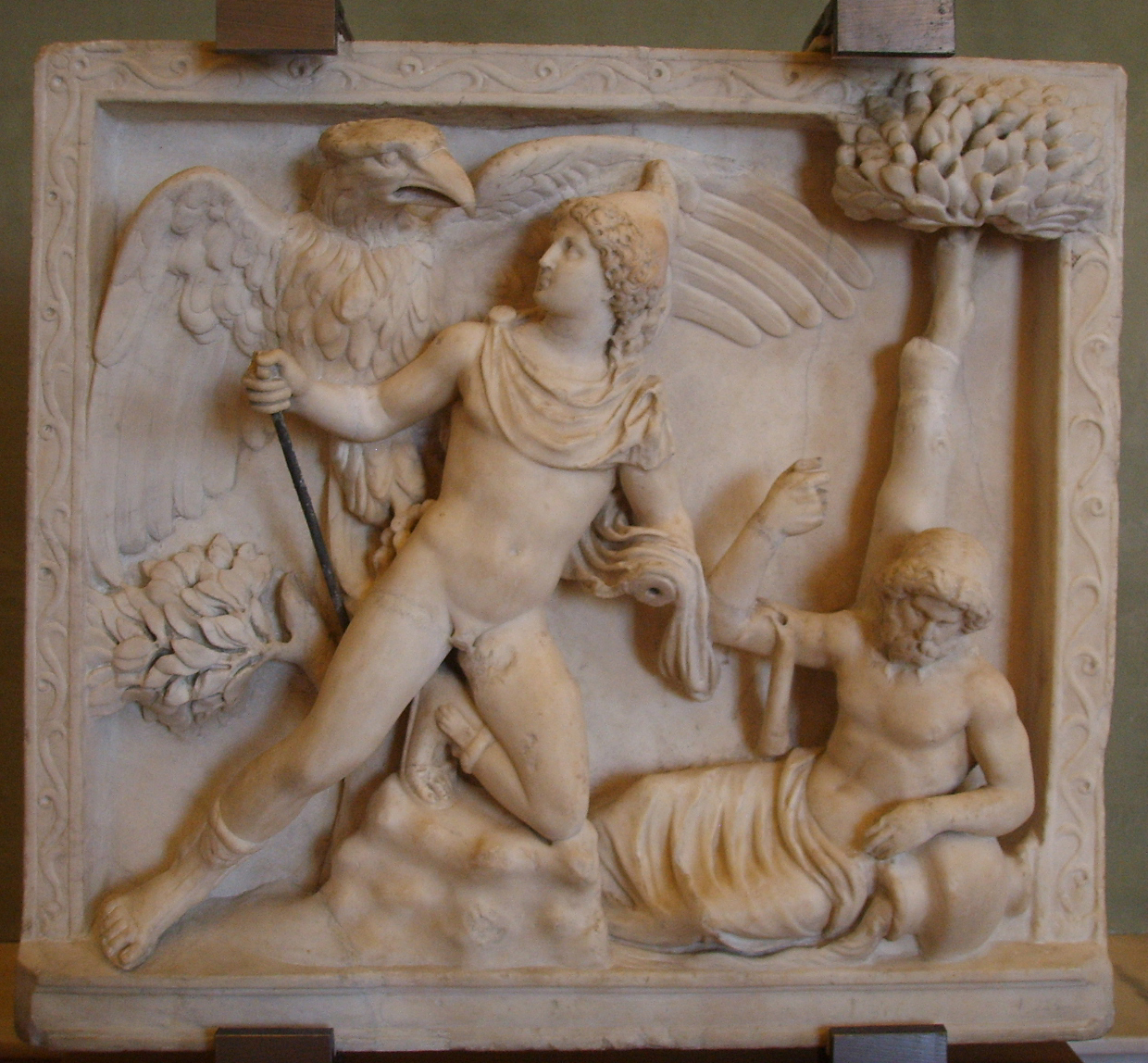
Zeus (o Júpiter) en forma de águila secuestrando a Ganimedes; bajorrelieve romano del

En latín, mos Graeciae o mos Graecorum (‘costumbre griega’ o ‘el camino de los griegos’) se refiere a una variedad de comportamientos que los antiguos romanos consideraban griegos, incluyendo, entre otros, prácticas sexuales. : 72 Las conductas homosexuales en Roma eran aceptables solo dentro de una relación inherentemente desigual; ciudadanos romanos varones conservaban su masculinidad en tanto asumieran el papel activo y penetrante, y la pareja sexual masculina apropiada era un prostituto o un esclavo, que casi universalmente no era romano. En la Grecia arcaica y clásica, la paiderasteia había sido una relación social formal entre varones nacidos libres; sacada de contexto y remodelada como un producto de lujo de un pueblo conquistado, la pederastia pasó a expresar roles basados en la dominación y la explotación. : 37, 40–41 et passim A menudo los esclavos eran regalados y los prostitutos a veces asumían nombres griegos independientemente de su origen étnico; los «muchachos» (pueri) a los que se siente atraído el poeta Marcial tienen todos nombres griegos. El uso de esclavos definía a la pederastia romana; las prácticas sexuales eran «en algún sentido 'griegas'» cuando eran dirigidas a «muchachos nacidos libres abiertamente cortejados de acuerdo con la tradición helénica de pederastia». : 17 
El afeminamiento o la falta de disciplina en el manejo de la atracción sexual propia hacia otro hombre amenazaban la «romanidad» de un hombre y, por lo tanto, tal hombre podría ser menospreciado como «oriental» o «griego». Temores de que modelos griegos pudieran «corromper» códigos sociales romanos tradicionales (el mos maiorum) parecen haber instigado una ley vagamente documentada (Lex Scantinia) que intentaba regular aspectos de las relaciones homosexuales entre hombres nacidos libres y proteger a la juventud romana de hombres mayores que emularan las costumbres griegas de la pederastia. : 27 
La teóloga Edith Humphrey afirmó que «el 'ideal' grecorromano con respecto a la homosexualidad implicaba amor erótico, no hacia los niños, sino a varones jóvenes (adolescentes) de la misma edad a la que una joven sería dada en matrimonio, y que con frecuencia el hombre más maduro era apenas un poco mayor que la pareja».

## Perspectivas modernas

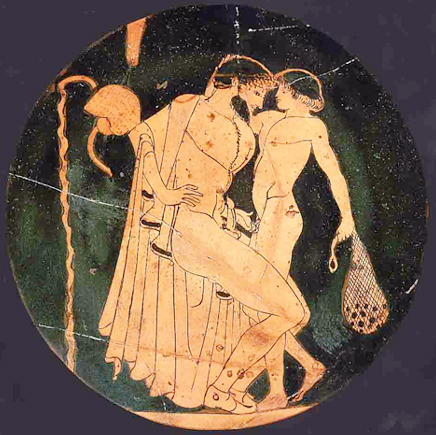
Escena pederasta en la palestra: El joven sostiene una bolsa de nueces, probablemente un regalo de cortejo de su amante. En la pared, una esponja y un estrigilo (raspador). Fecha: 485 a. C. - 480 a. C. Tondo de una copa ática de figuras rojas del pintor Brygos, Museo Ashmolean (1967.304)

En el mundo moderno, la actividad sexual de un adulto con un menor puede considerarse abuso sexual infantil o estupro, dependiendo de la edad de consentimiento local. Las leyes sobre la edad de consentimiento existen porque se considera que los menores son incapaces de dar consentimiento significativo para la actividad sexual hasta que alcanzan cierta edad. Niños prepúberes y adolescentes no son socialmente iguales a los adultos, y los abusadores manipulan emocionalmente a los niños que victimizan. : 65–66 Tales leyes tienen como objetivo brindar alguna protección a los menores contra interacciones sexuales depredadoras o explotadoras con adultos.
Los efectos del abuso sexual infantil pueden incluir depresión, trastorno de estrés postraumático, ansiedad, trastorno de estrés postraumático complejo, propensión a una mayor victimización en la edad adulta, y lesiones físicas al niño, entre otros problemas.
Abusadores sexuales modernos que prefieren a los niños varones pueden describirse a sí mismos como «amantes de los niños», y, en ocasiones, apelar a prácticas de la antigua Grecia como justificación de sus comportamientos.

## Tratamientos
En la actualidad se han realizado investigaciones en las que se plantea la eficacia de los tratamientos que se utilizan a nivel nacional e internacional para la cura de la pederastia. Los resultados obtenidos muestran es que existen dos tipos predominantes de tratamientos, el tratamiento terapéutico cognitivo conductual y el tratamiento farmacológico. Se encontraron también 6 programas de tratamiento que se ofrecen en diferentes países. Tres programas dentro ámbito penitenciario y otros tres fuera del mismo, esta última opción ha sido incorporada recientemente. Los tratamientos encontrados son eficaces y pueden mejorar mucho la vida de estas personas, ya que reducen las fantasías y comportamientos sexuales. Los objetivos de estos programas están orientados a que las personas con trastorno de pedofilia no vuelvan a cometer ningún delito sexual o en el caso de no haberlo cometido, prevenir futuros delitos y, por último, que aprendan a vivir con su preferencia sexual hacia menores. Contemplando los objetivos de los programas se debería reflexionar sobre qué se está asumiendo que es curar la pederastia. Por ello, sería transcendental reformular y consensuar qué se considera curar, para poder, a partir de este término, redefinir los objetivos de una intervención destinada a tratar la pederastia, priorizando la salud mental del paciente.